# Musik Ägyptens
Die Musik Ägyptens umfasst seit der islamischen Zeit verbreitete überregionale Traditionen der klassischen arabischen Musik und eine regionale Volksmusik, die teilweise auf altägyptische Musikformen zurückgeht. Die Beduinen auf der Sinai-Halbinsel und die Nubier in Oberägypten haben eine eigene traditionelle Musik. Neben der islamischen Musik stellt der Kirchengesang der Kopten eine weitere Gattung der religiösen Musik dar. Die heutige städtische Popmusik ist von ländlichen Traditionen und westlicher populärer Musik beeinflusst. Westliche klassische Musik wird seit dem 19. Jahrhundert in Großstädten wie Kairo und Alexandria aufgeführt.

## Musik im antiken Ägypten
In der Musik zeigten die alten Ägypter ab etwa 3000 v. Chr. technische Fertigkeit in der großen Vielfältigkeit ihrer Musikinstrumente, den verschieden gestalteten Harfen, Lauten, Leiern, Flöten, Doppelklarinetten, Trommeln etc., die sich in zahlreichen Wandmalereien abgebildet finden; weitere Kenntnisse leiten sich aus Funden archäologischer Ausgrabungen ab.

## Volksmusik
In der nachptolemäischen und nachrömischen Zeit integrierte die Musik in Ägypten Einflüsse aus der byzantinischen, persischen und – vor allem – der arabischen Musik. Innerhalb Ägyptens beeinflussten vor allem die Traditionen der Beduinen, Saiyidis und Nubier die ägyptische Volksmusik.

## Populäre Musik
Bis in die späten 1970er-Jahre waren Sängerinnen und Musiker wie Umm Kalthum, Abdel Halim Hafez, Mohammed Abdel Wahab und die aus Syrien eingewanderten Geschwister Asmahan und ihr Bruder Farid el Atrache Ägyptens größte Popstars. Sie zählen bis heute zu den bekanntesten Musikern des 20. Jahrhunderts in der arabischen Welt. Ab Mitte der 1980er-Jahre wurden sie jedoch durch neuere Musikformen wie Al-jil (dazu gehört der größte arabische Popstar Amr Diab) und Shaabi verdrängt, vor allem beim jüngeren Publikum.
In den späten 1960er-Jahren begann sich die moderne ägyptische Popmusik mit Sängern wie Aida al-Schah und Layla Nasmy zu entwickeln. In der gleichen Zeit gründete der Militärmusiker Salah Ragab die Cairo Jazz Band, die im Austausch mit Protagonisten der Jazzavantgarde wie Sun Ra stand.

### Shaabi
Shaabi (šaʿbī, „volks[musikalisch], traditionell, populär“) ist eine städtische Popularmusik, die Themen aus dem Alltag der meist aus der ländlichen und städtischen Arbeiterschaft stammenden Zuhörer behandelt. Der Durchbruch für Shaabi-Musik erfolgte 1971 mit dem Erfolg von Ahmed Adaweyah. Adaweyah integrierte in seiner Musik Einflüsse aus Großbritannien und den USA sowie anderer arabischer Popstars.
Im Shaabi ist eine farbige und ausdrucksstarke Performance genauso wichtig wie die Musik und die Lyrik. Die meisten Shaabi-Musiker haben nur wenige Auftritte in den sozialen Medien. Einige Musiker wie Shaaban Abdul Rahim oder Sama El Masry verbinden ihre Auftritte mit einer starken politischen Botschaft.

### Mahraganat
Mahraganat („Festival“) gilt als eine Weiterentwicklung der Shaabi-Musik. Mahraganat, beeinflusst von Hip-Hop, ist seit dem Arabischen Frühling vor allem in den armen Vororten Kairos populär. Wegen ihrer „vulgären Texte“ verweigert die zuständige ägyptische Gewerkschaft den Musikern die Aufnahme.

### Al-Jil
Al-Jil-Musik entwickelte sich in den 1970er-Jahren. Es handelte sich dabei um eine tanzbare Popmusik, die typisch arabische Merkmale einschloss. Der Hauptvertreter dieser Musikrichtung ist Hamid el-Shaeri, der mit Lolaiki (1988) den ersten Al-Jil-Hit veröffentlichte.

### Einige Vertreter der populären Musik
- Amr Diab (Er gewann 1998, 2002 und 2007 den World Music Award)
- Tamer Hosny
- Samira Saïd (Popmusik/Weltmusik)
- Mohamed Mounir (verbindet traditionelle Sufimusik mit Elementen des Pop und Rock)
- Aly & Fila (Trance)
- Fathy Salama

Zu einer Vielzahl der im Ausland tätigen ägyptischen Musiker, die ihre Kultur im europäischen Ausland bekanntmachen und verbreiten, gehören
- Mohamed Askari
- Sayed Balaha
- Ali Baba
- Mohamed Hindi
- Nasser Kilada
- Khader Ahmad

Als populärste Musikgruppe Kairos gilt Wust el-Balad, die arabische Stilmittel und Rockmusik miteinander verknüpfen.

## Zeitgenössische und klassische europäische Musik
Die zeitgenössische ägyptische E-Musik unterscheidet sich in zwei Gruppen:
- Eine, die die Oktave in 24 Vierteltöne aufteilt, und
- eine mit 17 Stufen (Lautenleiter).

Siehe auch: Liste ägyptischer Komponisten klassischer Musik